# Алукард (Castlevania)
Эдриан Фаренгейт Цепеш (Adrian Fahrenheit Țepeș;  (яп. アドリアン・ファーレンハイツ・ツェペシュ)), более известный как Алукард (Alucard (яп. アルカード)), — вымышленный персонаж из серии видеоигр Castlevania. Его первое появление состоялось в третьей части франшизы, Castlevania III: Dracula's Curse (1989), но он наиболее известен как главный герой высоко оценённой игры Castlevania: Symphony of the Night (1997). Дизайн персонажей в Symphony of the Night (в частности самого Алукарда) был создан Аями Кодзимой и являлся её дебютной работой для франшизы.
Согласно лору Castlevania, Алукард — сын Дракулы, главного антагониста серии. Будучи рождённым от смертной женщины по имени Лиза, Алукард становится дампиром (получеловеком-полувампиром). Увещевание, сделанное матерью перед смертью — не ненавидеть человечество, — оказывает сильное влияние на его моральные приоритеты, в итоге он оказывается с отцом по разные стороны баррикад. В Dracula’s Curse и Castlevania Legends он противостоит ему вместе с охотниками на вампиров из клана Бельмонтов. В свою очередь, в Symphony of the Night выступает в роли главного действующего лица. Алукард также присутствует в Castlevania: Aria of Sorrow и её сиквеле — Castlevania: Dawn of Sorrow, где помогает главному герою обеих игр, Соме Крузу, в качестве японского правительственного агента Гэнъи Арикадо (Genya Arikado (яп. 有角 幻也)). В перезагрузке франшизы, Castlevania: Lords of Shadow — Mirror of Fate, фигурирует переосмысленная версия Алукарда с новой предысторией. В ней он является человеком по имени Тревор Бельмонт (Trevor Belmont), который превратился в вампира после смерти от рук своего биологического отца — Дракулы.
Игровая пресса приняла персонажа по-разному, разделившись во мнениях в зависимости от конкретной части серии. Так, в Aria of Sorrow и Dawn of Sorrow, где Алукард фигурировал в роли Гэнъи Арикадо, рецензенты отметили, что хотя он стал заложником весьма стереотипного амплуа, концентрация на второстепенных персонажах стала долгожданным нововведением в серии Castlevania.

## Концепция и дизайн

Внешний вид Алукарда в игре Castlevania: Symphony of the Night для видеоприставки PS1

Алукард дебютировал в Castlevania III: Dracula’s Curse для приставки NES, где его дизайном занимались Т. Фудзимото и И. Урата. По задумке, он должен был быть зеркальным отражением своего отца, о чём свидетельствует его имя (Dracula, написанное наоборот). Однако большая часть оригинальных иллюстраций к игре была утеряна во время землетрясения в Кобе. За внешний вид следующих игровых воплощений Алукарда в значительной степени была ответственна Аями Кодзима, которая руководила созданием дизайна персонажей для Castlevania: Symphony of the Night и Castlevania: Aria of Sorrow.
Проделанная Кодзимой работа для Symphony of the Night (которая была её дебютом в серии) стала для неё прорывом в игровой индустрии, во многом благодаря мрачному готическому стилю, многие элементы которого были заимствованы из бисёнэна. В Aria of Sorrow Кодзима сменила творческое направление, так как по задумке продюсера проекта Кодзи Игараси, действие должно было происходить в более футуристическом антураже. Следуя этой концепции, внешний вид Алукарда, представшего в этой части в роли спецагента по имени Гэнъя Арикадо, стал более современным, в отличие от его средневекового облика в Symphony of the Night. Кодзима не участвовала в работе над дизайном персонажей Castlevania: Dawn of Sorrow, где Арикадо (как и другие герои) был нарисован в анимешном стиле. Игараси, вновь продюсировавший проект, сознательно пошёл на такой шаг в качестве маркетинговой уловки, поскольку считал, что Nintendo DS (портативная приставка, на которой создавалась игра) была ориентирована на более молодую аудиторию. Кроме того, таким образом разработчики хотели проверить, следует ли использовать это художественное направление для следующих частей франшизы.
Внешний вид Алукарда напоминает человека-вампира. Как правило, он одет в камзол, плащ и высокие сапоги, (значительно увеличивающие его рост в Castlevania: Symphony of the Night). В своей дебютной игре, Castlevania III: Dracula’s Curse, Алукард представлен как молодая версия своего отца, практически не отличаясь от него внешним видом. Тем не менее, в Castlevania: Symphony of the Night он приобретает самобытность — герой имеет длинные светлые волосы, жёлтые глаза и иногда изображается с вампирскими клыками. Алукард заметно выше большинства других персонажей, таких как охотники на вампиров из клана Бельмонт, с которыми он сталкивается на протяжении игры. В отличие от оригинальных протагонистов франшизы, дампир может использовать магию (в виде огненных шаров), а также превращаться в летучую мышь, что существенно повышает его мобильность на уровнях. Алукард — правша; по воспоминаниям Спенсера Вана, директора по анимации мультсериала «Кастлвания», компания Konami особо рьяно требовала, чтобы дампир в сражениях держал меч именно в правой руке — поначалу это требование было оставлено без внимания, и на ранних раскадровках и даже черновой анимации студии Powerhouse Animation персонаж был левшой; позже эти сцены пришлось переделать. По словам Кодзи Игараси, Алукард может использовать «святое» оружие (крест и святую воду), несмотря на родство с Дракулой, благодаря генам своей матери, которая была потомком «святой крови». Поэтому в нём есть как тёмная, так и светлая стороны.

### Озвучка
Symphony of the Night была второй игрой в серии, в которой были задействованы актёры озвучивания (первой — Castlevania: Rondo of Blood для PC Engine, на тот момент выпущенная только в Японии). В японской версии Алукарда озвучил Рётаро Окиаю, а английском варианте — Роберт Белград. Игараси отметил, что из-за жалоб фанатов на плохую озвучку в переиздании Symphony of the Night для сборника Dracula X Chronicles был задействован новый актёрский состав, а также подготовлен обновлённый сценарий, лучше передающий текст оригинала. В перезапуске франшизы — Lords of Shadow — за голос Алукарда отвечал Ричард Мэдден, а в одноимённом мультсериале его озвучивал Джеймс Кэллис.

## Появление в играх
В игре Castlevania III: Dracula’s Curse для NES 1989 года Алукард изначально является боссом, с которым сталкивается главный герой Тревор Бельмонт. Если игрок побеждает Алукарда, в дальнейшем его можно использовать в качестве игра́бельного персонажа. По сравнению с первыми двумя частями Castlevania для NES и четвёртой для Super NES, такой подход стал значительной инновацией, так как в этих играх основным героем был Саймон Бельмонт. Также уникальными элементами были способности Алукарда: атака огненным шаром и превращение в летучую мышь. В продолжениях он также может трансформироваться в волка и бесформенное облако тумана.
Следующее появление Алукарда произошло в Castlevania: Symphony of the Night (1997) для PlayStation и Sega Saturn, где он фигурирует в качестве главного героя и основного игрового персонажа. Согласно сюжету, он является человеком огромной силы и неземной красоты. Алукард направляется в замок своего отца, чтобы найти Рихтера Бельмонта и предотвратить вторжение Дракулы в мир людей. Он встречает Рихтера, разум которого контролировал тёмный маг Шафт, заставляя поверить в то, что он является новым лордом замка. В итоге Алукард освобождает его от заклинания. В ответ Шафт создает перевернутую версию обители Дракулы, через которую может пройти только Алукард, дампир сражается и побеждает мага, а после этого и своего отца. Сюжет Symphony of the Night значительно расширяет предысторию Алукарда, повествуя, что его мать Лиза (которая являлась человеком), была выслежена и казнена людьми, которые считали её ведьмой. Несмотря на это, она увещевала Алукарда не ненавидеть человечество, как его отец. Появление Алукарда в качестве главного героя было нетипичным для франшизы, поскольку в предыдущих играх Castlevania основными персонажами были члены клана Бельмонтов. Впоследствии Symphony of the Night была переиздана как часть Xbox Live Arcade для Xbox 360, выпущена в сервисе PlayStation Network для PlayStation 3, а также в сборнике Castlevania The Dracula X Chronicles для PSP, который также содержал Castlevania: Rondo of Blood. Несмотря на отредактированный сценарий и нового актёра озвучки — Юрия Ловенталя — роль и нарратив Алукарда в этих играх не претерпели изменений.
Третьим появлением Алукарда во франшизе стала игра Castlevania Legends (1997) для Game Boy. Подобно Dracula’s Curse, он является боссом, бросающим вызов главной героине — Соне Бельмонт. Потерпев поражение, он решает погрузиться в летаргический сон, полагая, что она сможет победить Дракулу вместо него. Впоследствии Кодзи Игараси удалил Castlevania Legends из официального канона серии, в связи с чем её сюжет никак не влиял на события франшизы.
В Castlevania: Aria of Sorrow (2003) для Game Boy Advance Алукард фигурирует в образе загадочного японского спецагента Гэнъи Арикадо, цель которого — не допустить, чтобы магические силы его отца, которого в итоге убивает Джулиус Бельмонт, попали не в те руки. Он встречает главного героя игры, Сому Круза, и делится с ним «силой господства» (способностью поглощать души поверженных монстров), после чего последний сможет использовать их способности. Он поручает Крузу добраться до тронного зала замка, где главный герой понимает, что он является реинкарнацией Дракулы. Впоследствии Арикадо советует Соме уничтожить источник хаоса (находящийся в замке), чтобы освободиться от проклятья.
Алукард вновь появляется в качестве Арикадо в продолжении Aria of Sorrow — Castlevania: Dawn of Sorrow (2005) для Nintendo DS. Согласно сюжету, он пытается предотвратить деятельность культа Селии Фортнер, цель которого — создать нового темного властелина, убив Сому. Первоначально Арикадо просит последнего не вмешиваться в происходящее, однако, встречая его в дальнейшем, вручает ему письмо и талисман от Мины. После того как основные кандидаты Селии на роль реинкарнации зла — Дмитрий Блинов и Дарио Босси — побеждены, она пытается пробудить злого духа в Соме, но Арикадо удаётся остановить её. Тем самым непреднамеренно он позволяет воскреснуть Дмитрию. Между ними происходит сражение, во время которого Дмитрий использует Селию в качестве расходного материала, чтобы лишить Арикадо магических сил. Затем злодей трансформируется в гигантского демона, которого побеждает Сома. После этого, Арикадо объясняет протагонисту, что ему не суждено стать тёмным властелином. В Julius Mode Арикадо можно выбирать в качестве играбельного персонажа, который выглядит как Алукард из Symphony of the Night (предварительно его нужно найти в замке).
Алукард является одним из игровых персонажей в Castlevania Judgment для Nintendo Wii — файтинге, основанном на лоре франшизы.
Переосмысленная версия Алукарда появляется в Castlevania: Lords of Shadow — Mirror of Fate, второй части перезапуска серии (имевшей общий подзаголовок Lords of Shadow). Она значительно отличается от оригинала. Согласно сюжету, изначально он был человеком по имени Тревор Бельмонт, сыном Марии и Габриэля, зачатым до того, как последний превратился в вампира и стал Дракулой. Также Алукард фигурирует в продолжении игры — Lords of Shadow 2 — в качестве второстепенного персонажа. Поскольку действие сиквела происходит столетия спустя, характер Алукарда и его отношение к отцу меняются. Он верит, что Дракулу всё ещё можно исправить, и ставит перед собой цель победить зло, которое развратило его отца.
Алукард фигурирует в качестве «Вспомогательного трофея» (англ. Assist Trophy) в файтинге-кроссовере Super Smash Bros. Ultimate (2018). Также он выступает в качестве играбельного бойца в схожем free-to-play проекте Brawlhalla (2022). Помимо этого, он появился в качестве дружественного персонажа в видеоигре Dead Cells (дополнение Return to Castlevania 2023 года).

## В других проектах
Алукард появляется в эпизоде «Возвращение в Castlevania» 3 сезона мультсериала «Капитан N: Мастер игры». Он изображён бунтующим подростком, который увлекается скейтбордингом и музыкой к большому огорчению своего отца. Первоначально он делает вид, что является союзником главных героев, после чего раскрывает правду и выступает на стороне своего родителя.
Более соответствующая играм версия персонажа фигурирует в рассчитанном уже на взрослую аудиторию анимационном сериале «Кастлвания» (2017-2021) — в нём Алукард является одним из главных героев. Этот сериал в целом основан на игре Castlevania III: Dracula’s Curse, но также черпает образы и из других игр серии, в том числе Castlevania: Symphony of the Night. Иллюстрации Аями Кодзимы к этой игре повлияли и на общий облик мультсериала в целом. Алукард был озвучен Джеймсом Кэллисом. Алукард появился уже в первом сезоне мультсериала, хотя лишь ненадолго и только в последней серии — как «спящий герой», которого протагонисты Тревор Бельмонт и Сифа Бельнадес находят в подземелье под валашским городом Грешит. Алукард ранее бросал вызов своему отцу Дракуле, но проиграл и лежал в гробу, восстанавливая силы. Тревор первоначально воспринимает дампира как врага и сражается с ним, но позже трое героев заключают союз против Дракулы. Со второго сезона Алукард, как и сам Дракула, становится один из главных действующих лиц. В финале второго сезона именно Алукард убивает Дракулу. Продюсер сериала Ади Шанкар в интервью говорил, что Алукард сильно отличается от отца как личность — он действует не из мести и в конечном счете выбирает жизнь, отдавая дань памяти своей матери. Отношения с Алукардом показывают и самого Дракулу с более человечной стороны — сражаясь, отец и сын оказываются в детской комнате Алукарда, и воспоминания, с которыми связано это место, оказываются для Дракулы потрясением. В финале сезона Алукард — победивший, но сломленный и плачущий — остается хозяином отцовского замка. В третьем сезоне у страдающего от одиночества Алукарда появляются новые спутники и ученики — охотники за вампирами Суми и Така — но эти «друзья» предают его, и Алукард убивает Суми и Таку в порядке самозащиты. Он ожесточается и насаживает их трупы на колья — это напоминает о казнях, к которым когда-то прибегал его отец. В четвертом сезоне Алукард покидает замок и сближается с воительницей Гретой и таинственным Сен-Жерменом — вместе они защищают выживших людей от нападения ночных тварей, и в конечном счёте Алукард воссоединяется с Тревором и Сифой.

## Отзывы критиков
Реакция на персонажа со стороны игровой прессы была смешанной. Наибольшее внимание уделялось воплощению персонажа из игры Symphony of the Night. В рецензии на эту игру порталом RPGFan отмечалось, что главный герой впервые не был членом клана Бельмонтов, а то, что он являлся сыном Дракулы, добавляло сюжету «глубины», благодаря различным реакциям, которые он получал от жителей замка своего отца. Представитель RPGamer не согласился с этой оценкой, отметив, что сюжет и роль Алукарда «не очень глубоки» и вторичны по отношению к игровому процессу. Редакция GameSpot назвала спрайт Алукарда и анимацию его бега «одними из самых впечатляющих визуальных эффектов во всей библиотеке Castlevania», впоследствии включив персонажа в свой рейтинг «Величайших игровых героев всех времён». Издания GamesRadar+ и Empire отметили его в аналогичных списках на 91-м 34-м местах, соответственно.
Рецензенты также отметили появление Алукарда в Aria of Sorrow и Dawn of Sorrow в роли Гэнъи Арикадо. По мнению публициста из RPGamer, бо́льшая концентрация на второстепенных персонажах, включая Арикадо, стала долгожданным нововведением в серии Castlevania. В свою очередь, представитель RPGFan высмеял «хладнокровный и невозмутимый образ» Арикадо как стереотипный, тем не менее похвалив развитие характера персонажа на протяжении сюжета игры, которое выгодно отличало его от предыдущих второстепенных действующих лиц франшизы. Обновлённый дизайн персонажей в Dawn of Sorrow (выполненный в анимешном стиле) подвергся существенной критике. По мнению многих рецензентов, он заметно проигрывал работам Аями Кодзимы. GameSpy выразил сожаление по поводу «поверхностных, безжизненных аниме-образов» героев, а IGN назвал их художественное исполнение «уровнем типичного [детского] аниме по выходным».
Анимационная версия Алукарда из мультсериала Castlevania вызвала неоднозначную реакцию критиков, поскольку он и его союзники на протяжении всего сезона оставались в тени Дракулы и его подчинённых. Представитель портала GameSpot выразил мнение, что появление троицы главных героев в первых эпизодах не впечатлило, поскольку они проводили бо́льшую часть времени общаясь в библиотеке, добавив, что их взаимоотношения быстро становятся неинтересными. В свою очередь обозреватель Blasting News озвучил мысль, что второй сезон сериала исправил эту ошибку, представив больше экранного времени для появления «химии» между Алукардом и его друзьями. Destructoid по большей части поддержал эту оценку, так как в сиквеле Алукард и Тревор отбросили свои распри, чтобы объединиться и победить Дракулу, тем не менее продолжая подкалывать друг друга на протяжении всего сезона, тем самым сохраняя в сюжете комедийный элемент. Также похваливший продолжение сериала обозреватель веб-сайта IGN выразил мнение, что отношения между Алукардом и его отцом были одним из лучших аспектов второго сезона благодаря хорошей игре актёров озвучания.